# Тье (кладбище)

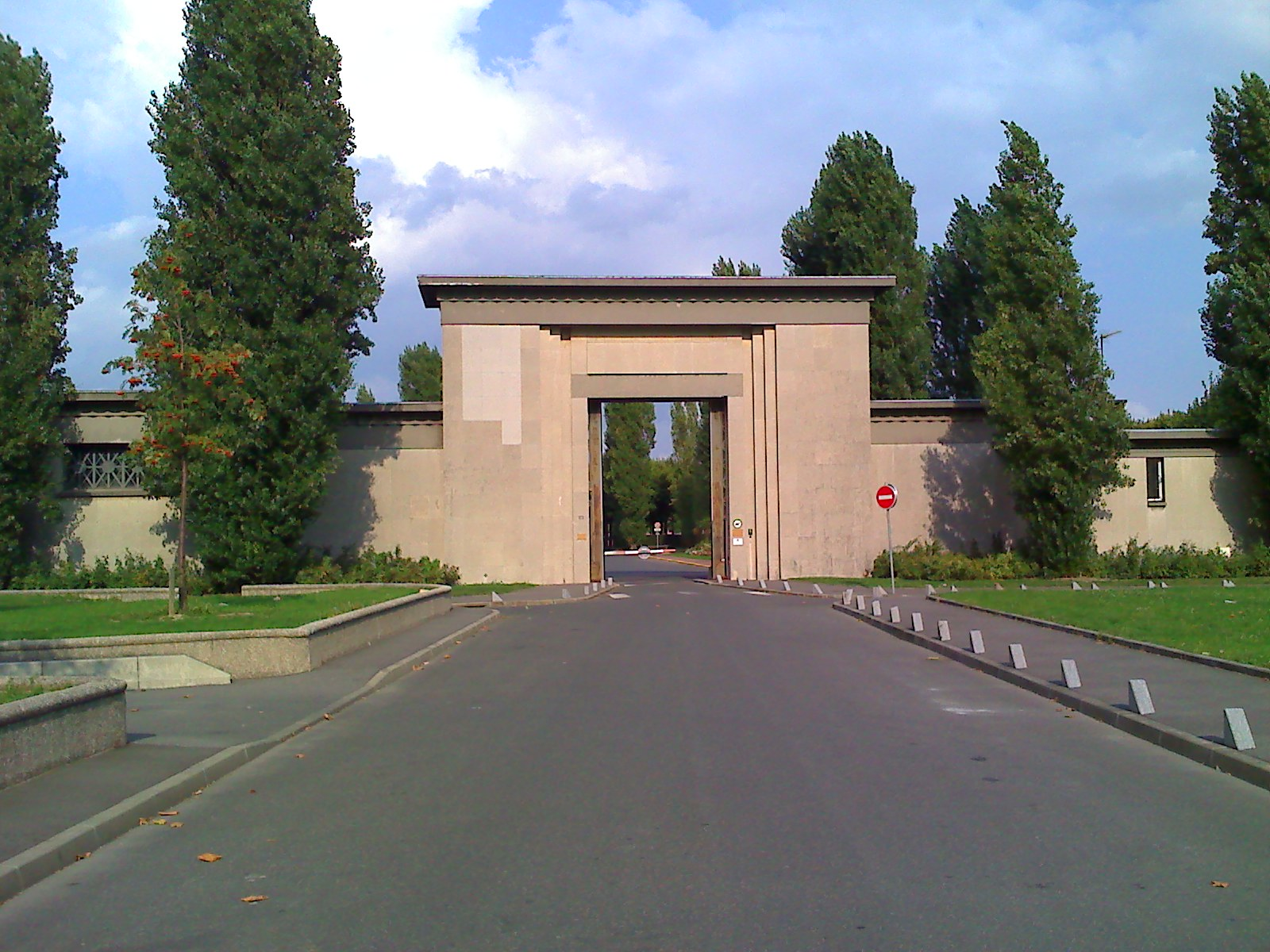
Вход на кладбище Тье

Кладбище Тье (фр. Cimetière parisien de Thiais) — кладбище, расположенное в 10 км к югу от Парижа в городе Тье департамента Валь-де-Марн. Второе по размеру кладбище французской столицы и одно из трёх (наряду с Баньё и Пантен), расположенных за пределами городской территории, а также наиболее удалённое из них от центра города. В настоящее время на кладбище имеется около 150 тысяч захоронений.
Кладбище было основано в октябре 1929 года и, таким образом, является самым поздним некрополем французской столицы по времени создания. Как и другие парижские кладбища за пределами городской черты, не является престижным местом захоронения. В то же время на нём покоится значительное количество иностранцев, проживавших в Париже, в том числе немецкий поэт Пауль Целан, австрийский писатель Йозеф Рот, такие представители русской эмиграции, как Борис Поплавский, Евгений Замятин, сын Троцкого Лев Седов, граф Арвид Эрнестович Мантейфель (9/21.10.1879—22.6.1930) — ротмистр лейб-гвардии Конного полка, вызвавший Николая Юсупова на дуэль. Утеряна могила эмигранта Павла Горгулова, казнённого за убийство президента Франции Думера. Кроме того, на кладбище Тье похоронен баскский писатель Йон Миранде. Ранее на кладбище покоился также прах единственного короля Албании Ахмета Зогу, но в 2012 году он был перенесён на родину в специальный мавзолей в Тиране.